# Hans Fink (Politiker)
Hans Fink (* 18. Dezember 1898 in Landsberg/Warthe; † 1. August 1945 in Königs Wusterhausen) war ein deutscher Politiker (NSDAP).

## Leben und Wirken
Fink besuchte die Realschule in seiner Heimatstadt, wo er anschließend bis 1919 eine Bankkaufmannslehre absolvierte. Im Anschluss arbeitete er in seinem Beruf, bis er bei der Disconto-Gesellschaft in Berlin anfing. Danach war er Angestellter bei der AEG Berlin und ab 1930 Handelsvertreter. Er trat zum 1. Mai 1930 der NSDAP bei (Mitgliedsnummer 237.422) und war von 1932 bis zum 21. Dezember 1937 deren Kreisleiter im Kreis Berlin-Neukölln.
Ab dem 12. März 1933 war Fink Stadtverordneter in Berlin. Im März 1936 zog er in den nationalsozialistischen Reichstag ein, dem er für eine Wahlperiode angehörte. Bei der Reichstagswahl 1938 wurde er erfolglos zur Wiederwahl vorgeschlagen.